# Lucy Nethsingha
Lucy Nethsingha (Southampton, 6 febbraio 1973) è una politica britannica.
Iscritta ai Liberal Democratici è stata europarlamentare dal 2009 e presidente della Commissione giuridica del Parlamento europeo dal 2019 fino all'uscita del Regno Unito dall'Unione europea il 31 gennaio 2020.

## Carriera
Nata a Southampton nel 1973, svolge la professione di insegnante.
Nel 2009 è stata eletta nel consiglio di contea del Cambridgeshire, dove dal 2015 al 2019 è stata capogruppo dei Liberal Democratici. Per due volte, alle elezioni del 2015 e a quelle del 2017, si è candidata ad un seggio in Parlamento ma non è risultata eletta ottenendo rispettivamente prima il 4,5% dei voti nel collegio di Cambridgeshire Nord-Est e poi il 19% nel collegio di Cambridgeshire Sud-Est.
Alle elezioni europee del 2019 è eletta al Parlamento europeo e poi nominata presidente della commissione giuridica, carica che mantiene fino alla decadenza dalla carica di eurodeputata avvenuta con la Brexit del 31 gennaio 2020.